# 処刑山 -デッド・スノウ-
『処刑山 -デッド卐スノウ-』（しょけいやま - 、諾: Død snø）は、2009年のノルウェー映画。『キル・ビル』のパロディ映画で注目を浴びた若手映画監督のトミー・ウィルコラが手掛けるホラー映画である。

## ストーリー
8人の医学生が休暇を利用して雪山を訪れる。そこは、かつてナチスの兵団が略奪を繰り拡げた後に全滅したといういわくつきの土地だった。山小屋に寝泊まりした医学生たちは偶然ナチスの財宝を発見し、横領しようとする。するとそのとき、冷凍されていたナチ兵たち突如ゾンビとして復活し、学生たちを襲い始める。ナチゾンビたちは数名を食い殺すが、何とか生き延びた者たちも負けじと斧やマシンガンで武装して友人の弔いのために反撃を開始する。

## キャスト
| 役名         | 俳優                               | 日本語吹替            | 日本語吹替       |
| 役名         | 俳優                               | DVD版                 | Blu-ray版        |
| ------------ | ---------------------------------- | --------------------- | ---------------- |
| マーティン   | ヴェガール・ホール                 | 木澤智之              | 木澤智之         |
| ベガード     | ラッシー・ヴァルダル               | 伊智生士冶            | 大塚龍之介       |
| アーランド   | ヤップ・ベック・ラウセン           | 谷俊介                | 西尾将           |
| ロイ         | スティッグ・フローデ・ヘンリクセン | 春山壱樹              | 向笠光祐         |
| クリス       | ヤニ・スカヴラン                   | 加藤雅美              | 清華             |
| ハナ         | シャーロット・フログナー           | 田山陽子              | 鳥羽優好         |
| リブ         | エヴィー・カセス・レステン         | 桜井みき              | 石田陽子         |
| 謎の男       | ビョルン・スンクエスト             | 東十条                |                  |
| ヘルツォーク | オージャン・ガムスト               |                       | 堤喬嗣           |
| 演出         |                                    | 梅田孝一              | ウルフラム       |
| 制作         |                                    | キングレコード アウラ | Studio Shamanika |

- DVD版：キングレコードから発売のDVDに収録
- Blu-ray版：アムモ98から発売のBlu-rayに収録

## 評価
2009年度のスクリーム賞のホラー映画賞にノミネートされている。

## キャッチコピー
「海に行けばよかった」